# Rudolf von Ems

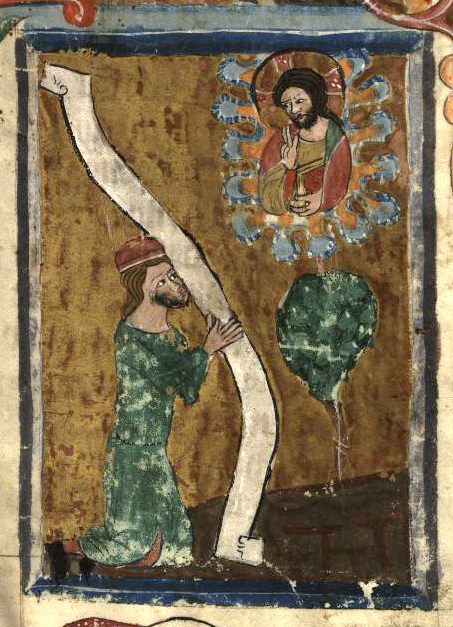
Rudolf von Ems: der Dichter kniet mit seiner Schrift vor Gott. Fol.1 (Detail) aus der Weltchronik, Böhmen (Prag), 3. Viertel 14. Jahrhundert. Hochschul- und Landesbibliothek Fulda, Aa 88

Rudolf von Ems (* um 1200 in Hohenems/Vorarlberg; † 1254 ?) war ein Epiker des Mittelalters.

## Leben

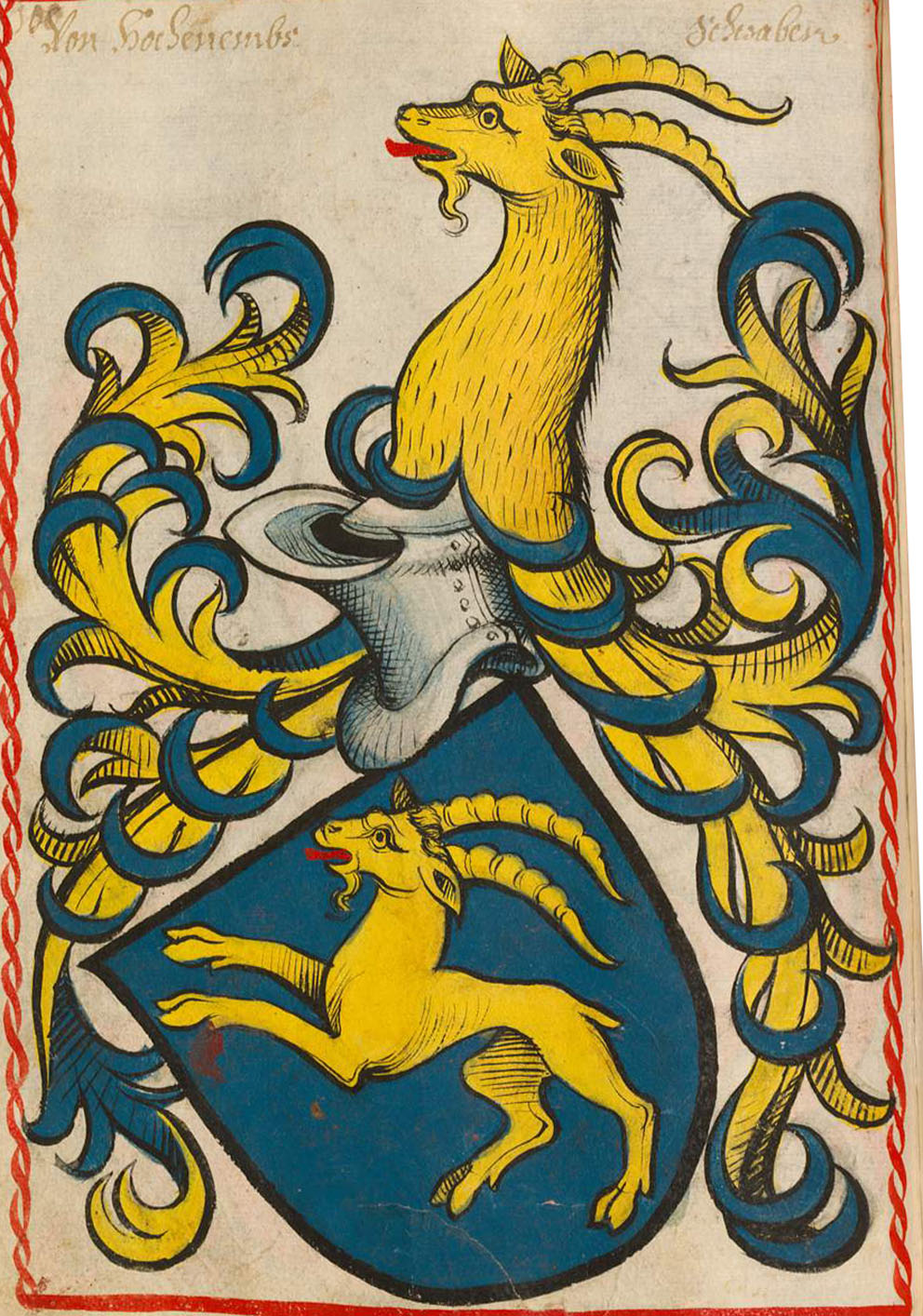
Wappen der Herren von Ems

Rudolf von Ems stammt aus einem bedeutenden Adelsgeschlecht in Vorarlberg, der Familie von Ems. Er wurde in Hohenems geboren und stand in Diensten des Grafen von Montfort. Sein literarisches Schaffen ist zwischen 1220 und 1254 zu datieren, seine Werke sind jedoch nicht vollständig erhalten geblieben.
Rudolf von Ems ist vermutlich als Begleiter Königs Konrad IV. (HRR). auf dessen Italienfahrt gestorben.

## Literarisches Schaffen
Rudolf selbst bezeichnet Gottfried von Straßburg als sein Vorbild – in seinem Fall mehr als die nicht selten formelhafte Reverenz, da er mitunter fast wörtlich aus dem Tristan zitiert. Auch hat er sich zweimal von Gottfried anregen lassen, in einem Exkurs eine „Literaturumschau“ zu bieten, in dem er die höfische Dichtung mustert und viele Zeitgenossen und auch seine eigenen Werke nennt.
Von den überlieferten Werken ist die Erzählung Der gute Gerhard das älteste. Es handelt sich um eine Verherrlichung der Demut christlichen Sinnes, wahrscheinlich nach lateinischer Quelle bearbeitet. Ihr folgen Barlaam und Josaphat, etwa zwischen 1225 und 1230 nach einer aus dem Griechischen ins Lateinische übertragenen Bearbeitung der Sage von der Bekehrung eines indischen Königssohns zum Christentum verfasst (hrsg. von Pfeiffer, Leipzig, 1843, Nachdruck 1965) und Willehalm von Orlens, die Geschichte der Kinderminne zwischen Willehalm und Amelie, die zu den bekanntesten Liebespaaren des Mittelalters gehören.

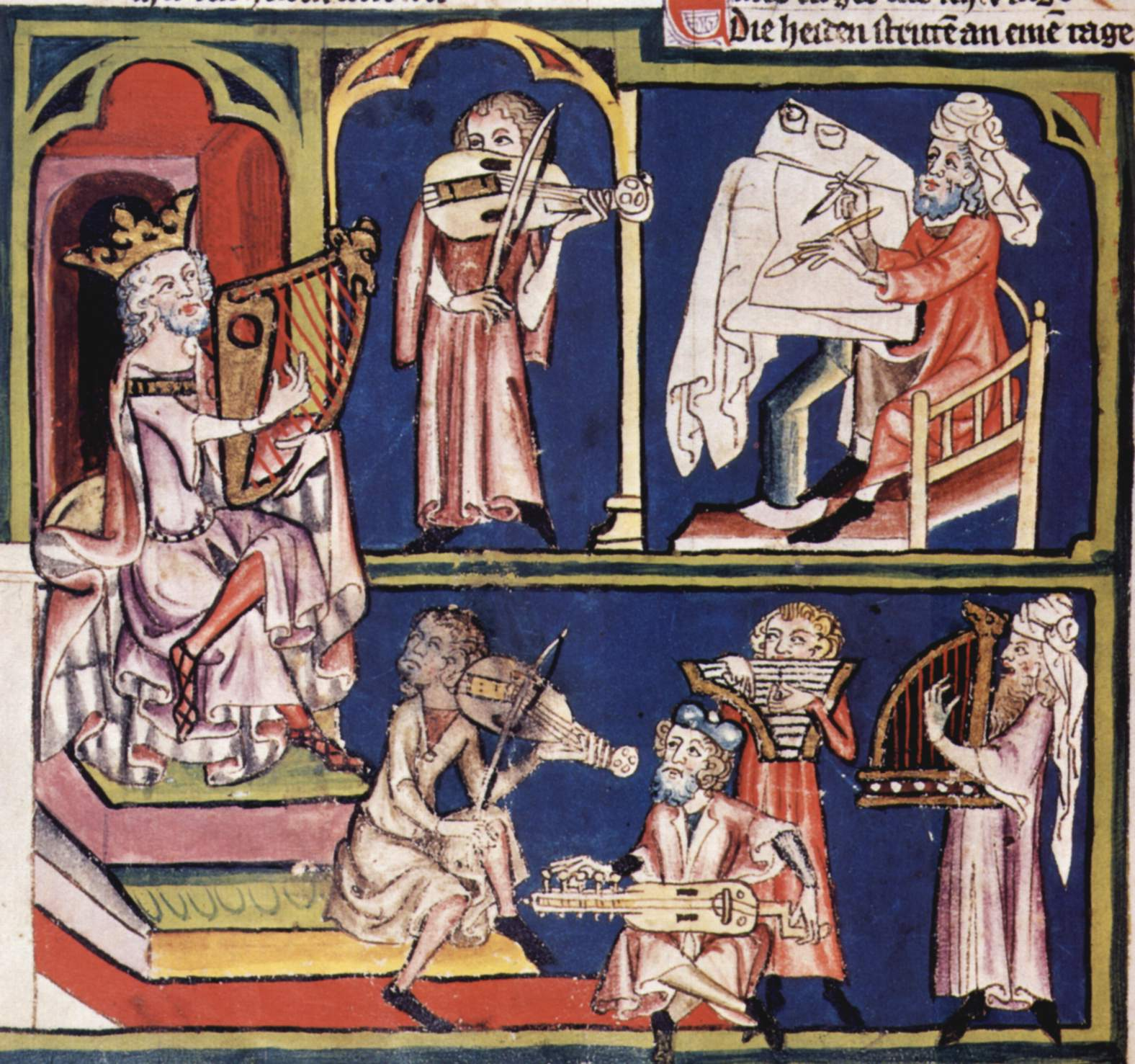
Aus der Weltchronik: König David mit Schreibern und Musikern; um 1340 (Zentralbibliothek Zürich)

Der Alexanderroman, geschrieben um 1240, ist unvollendet geblieben. In 21.000 Versen werden die Erziehung und die Kämpfe Alexanders des Großen geschildert, der Held ist ein Muster an ritterlicher Tugend. Als Quelle dienten Rudolf die Historia de preliis und die Historiae Alexandri Magni des Curtius Rufus.
Die Weltchronik ist Rudolfs letztes, dem König Konrad IV. gewidmetes Werk. Es handelt sich dabei um die erste deutschsprachige Weltchronik. Rudolf gliederte sie in sechs Weltalter, nur die ersten vier Weltalter konnten von ihm vollendet werden. Quellen sind die Vulgata, die Historia Scholastica des Petrus Comestor, die Imago Mundi von Honorius Augustodunensis und das Pantheon Gottfrieds von Viterbo. Eine Besonderheit waren sogenannte Akrosticha: Große Initialen am Anfang jedes Weltalters. Die Chronik erzählt die Geschichte der Menschheit von der Schöpfung bis zum Tod Salomos mit der Tendenz zur Legitimation der Herrschaft der Staufer. Noch im 13. Jahrhundert wurde sie in manchen Handschriften mit der Christherre-Chronik verschmolzen.
Man teilt die verschiedenen Handschriften in fünf Klassen ein:
- 1. und 2. Klasse: Weltchronik und Christherre-Chronik in reiner Form
- 3. und 4. Klasse: Manuskripte, in denen beide Rezensionen auf verschiedene Weise miteinander verbunden sind
- 5. Klasse: Der reine Text in Verbindung mit Fortsetzung und Bearbeitung von Heinrich von München.

## Werke
- Der guote Gêrhart
- Barlaam und Josaphat (Digitalisat)
- Alexanderroman
- Weltchronik (Digitalisat)
- Willehalm von Orlens (Digitalisat)

Textausgaben
- Rudolf von Ems, Der guote Gêrhart, hrsg. von John Asher. 3. Auflage, Tübingen 1989. (Altdeutsche Textbibliothek, Bd. 56).
- Rudolf von Ems, Der Gute Gerhard, hrsg. von Moritz Haupt. Weidmann´sche Buchhandlung, Leipzig 1840.
- Rudolf von Ems, Barlaam und Josaphat, hrsg. von Franz Pfeiffer. Leipzig 1843. (Deutsche Dichtungen des Mittelalters, Bd. 3), (Nachdruck Berlin 1965).
- Rudolf von Ems, Alexander. Ein höfischer Versroman des 13. Jahrhunderts, 2 Bände, hrsg. von Victor Junk. Wiss. Buchgesellschaft, Darmstadt 1970. (Unveränderter Nachdruck der Ausgabe Leipzig 1928–1929).
- Rudolf von Ems, Weltchronik. Aus der Wernigeroder Handschrift hrsg. von Gustav Ehrismann. 2. unveränderte Auflage, Weidmann, Dublin 1967. (Deutsche Texte des Mittelalters, Bd. 20).
- Rudolf von Ems, Willehalm von Orlens, hrsg. aus dem Wasserburger Codex der Fürstlich Fürstenbergischen Hofbibliothek in Donaueschingen von Victor Junk, Berlin 1905. (Deutsche Texte des Mittelalters, Bd. 2) (Nachdruck Dublin/Zürich 1967).

### Biographie
- Samuel Plattner: Rudolf von Ems: ein rätischer Dichter des 13. Jahrhunderts. In: Jahresbericht der Historisch-Antiquarischen Gesellschaft von Graubünden, Band 14. 1884 (Digitalisat).

### Bibliographie
- Angelika Odenthal: Rudolf von Ems. Eine Bibliographie. Gabel, Köln 1988. ISBN 3-921527-14-7.

### Lexikonartikel
- Veronika Feller-Vest: Rudolf von Ems. In: Historisches Lexikon der Schweiz.
- Karl Schröder: Rudolf von Ems. In: Allgemeine Deutsche Biographie (ADB). Band 6, Duncker & Humblot, Leipzig 1877, S. 94–96.
- Erika Weigele-Ismael: Rudolf von Ems. In: Neue Deutsche Biographie (NDB). Band 22, Duncker & Humblot, Berlin 2005, ISBN 3-428-11203-2, S. 194 f. (Digitalisat).
- Constantin von Wurzbach: Embs, Rudolph von. In: Biographisches Lexikon des Kaiserthums Oesterreich. 9. Theil. Kaiserlich-königliche Hof- und Staatsdruckerei, Wien 1863, S. 189 f. (Digitalisat).

### Untersuchungen zu Einzelaspekten
- Xenja von Ertzdorff: Rudolf von Ems. Untersuchungen zum höfischen Roman im 13. Jahrhundert. München, Wilhelm Fink Verlag, 1967, 446 S. farb. Abb. Rud. v. Ems, Weltchronik auf Frontispiz (als Habilitationsschrift auf Empf. der Phil. Fakultät der Universität Freiburg i.Br. gedruckt).
- Corinna Biesterfeldt: Moniage – der Rückzug aus der Welt als Erzählschluß. Untersuchungen zu „Kaiserchronik“, „König Rother“, „Orendel“, „Barlaam und Josaphat“, „Prosa-Lancelot“. Hirzel, Stuttgart 2004. ISBN 3-7776-1238-3.
- Helmut Brackert: Rudolf von Ems. Dichtung und Geschichte. Winter, Heidelberg 1968.
- Danielle Jaurant: Rudolfs „Weltchronik“ als offene Form. Überlieferungsstruktur und Wirkungsgeschichte. Francke, Tübingen u. a. 1995. (Bibliotheca Germanica, Bd. 34), ISBN 3-7720-2025-9.
- Elisabeth Martschini: Schrift und Schriftlichkeit in höfischen Erzähltexten des 13. Jahrhunderts. Kiel, Solivagus-Verlag 2014, Kapitel Rudolf von Ems: Willehalm von Orlens S. 65–75, S. 291–556, ISBN 978-3-943025-14-9.
- Otto Neudeck: Erzählen von Kaiser Otto. Zur Fiktionalisierung von Geschichte in mittelhochdeutscher Literatur. Böhlau, Köln u. a. 2003. (Norm und Struktur, Bd. 18), ISBN 3-412-04803-8.
- Rüdiger Schnell: Rudolf von Ems. Studien zur inneren Einheit seines Gesamtwerkes. Francke, Bern 1969. (Basler Studien zur deutschen Sprache und Literatur, Bd. 41).
- Wilfried Schouwink: Fortuna im Alexanderroman Rudolfs von Ems. Studien zum Verhältnis von Fortuna und Virtus bei einem Autor der späten Stauferzeit. Kümmerle, Göppingen 1977. (Göppinger Arbeiten zur Germanistik, Bd. 212), ISBN 3-87452-361-6.
- Armin Schulz: Poetik des Hybriden. Schema, Variation und intertextuelle Kombinatorik in der Minne- und Aventiureepik: Willehalm von Orlens – Partonopier und Meliur – Wilhelm von Österreich – Die schöne Magelone. Schmidt, Berlin 2000. (Philologische Studien und Quellen, Bd. 161), ISBN 3-503-04964-9.
- Monika Schulz: Eherechtsdiskurse. Studien zu „König Rother“, „Partonopier und Meliur“, „Arabel“, „Der guote Gêrhart“, „Der Ring“. Winter, Heidelberg 2005, ISBN 3-8253-5103-3.
- Meinolf Schumacher: Toleranz, Kaufmannsgeist und Heiligkeit im Kulturkontakt mit den „Heiden“. Die mittelhochdeutsche Erzählung „Der guote Gêrhart“ von Rudolf von Ems. In: Zeitschrift für interkulturelle Germanistik. H. 1/1, 2010, ISSN 1869-3660, S. 49–58 (Digitalisat).
- Ingrid von Tippelskirch: Die „Weltchronik“ des Rudolf von Ems. Studien zur Geschichtsauffassung und politischen Intention. Kümmerle, Göppingen 1979. (Göppinger Arbeiten zur Germanistik, Bd. 267), ISBN 3-87452-442-6.
- Erika Weigele-Ismael: Rudolf von Ems: Wilhelm von Orlens. Studien zur Ausstattung und zur Ikonographie einer illustrierten deutschen Epenhandschrift des 13. Jahrhunderts am Beispiel des Cgm 63 der Bayerischen Staatsbibliothek München. Lang, Frankfurt am Main u. a. 1997. (Europäische Hochschulschriften; Reihe 28, Kunstgeschichte, Bd. 285), ISBN 3-631-30202-9.
- Franziska Wenzel: Situationen höfischer Kommunikation. Studien zu Rudolfs von Ems „Willehalm von Orlens“. Lang, Frankfurt am Main u. a. 2000. (Mikrokosmos, Bd. 57), ISBN 3-631-36072-X.
- Sonja Zöller: Kaiser, Kaufmann und die Macht des Geldes. Gerhard Unmaze von Köln als Finanzier der Reichspolitik und der „Gute Gerhard“ des Rudolf von Ems. Fink, München 1993. (Forschungen zur Geschichte der älteren deutschen Literatur, Bd. 16), ISBN 3-7705-2850-6 online.